# Complexum strictum
Complexum strictum is een zacht koraal uit de familie Alcyoniidae. De wetenschappelijke naam van de soort komt werd in 1955 gepubliceerd door Tixier-Durivault. 